# Pour un instant, la liberté
Pour un instant, la liberté (títol en alemany: Ein Augenblick Freiheit) és un pel·lícula franco-turco-austríaca dirigida per Arash T. Riahi el 2008. És el primer film d'aquest director.

## Argument
Aquest film segueix el recorregut de famílies i de individus que han fugit de l'Iran i estan bloquejats a Turquia en el seu llarg periple cap a l'Europa; posa una mirada plena d'humor i de sensibilitat sobre els seus problemes, les violències patides, però també les contradiccions que els creuen en aquesta situació sense sortida: les relacions homes / dones, l'actitud pel que fa a la religió, ...
Ali i Mehrdad intenten de fugir de l'Iran amb els cosins de Mehrdad: Azi, 7 anys, i Arman, 5 anys, amb l'objectiu de portar-los als seus pares que viuen a Àustria. Però en principi han de passar per Turquia i esperar un hipotètic visat que triga a venir. Coneixen llavors altres refugiats iranians: una parella i el seu fill buscant provar als poders públics que són perseguits polítics o un professor i un jove kurd que superen les seves dificultats diàries gràcies a un increïble sentit de l'humor... Homes i dones que esperen amb totes les seves forces entrar a Europa, terra de llibertat...
Amb el suport de Amnesty Internacional, de la FIDH, de la Xarxa Educació Sense Fronteres ...

## Repartiment
- Payam Madjlessi: Hassan, el pare de Kian
- Behi Djanati Ataï: Lale, la mare de Kian
- Navid Akhavan: Ali
- Pourya Mahyari: Mehrdad, el cosí de Azi i de Arman
- Fares Fares: Manu, el kurd ple de vitalitat
- Said Oveissi: Abbas, el vell amic de Manu, professor
- Elika Bozorgi: Azi, 7 anys, noieta expressiva, riallera i juganera
- Sina Saba: Arman, el germà de Azy, 5 anys i mig, fan de Bruce Lee
- Kamran Rad: Kian, el fill d'Hassan i de Lale
- Ezgi Asaroğlu: Jasmine, la jove turca de la qual Ali i Mehrdad s'enamoren
- Kian Khalili: Kamran
- Numan Acar :

## Premi
- 2006: Festival internacional dels joves directors de Sant-Jean-de-Luz: premi al millor director